# Bundesstraße 106
Pour les articles homonymes, voir Route 106.
La Bundesstraße 106 (abrégé en B 106) est une Bundesstraße reliant Wismar à Ludwigslust.

## Localités traversées
- Wismar
- Schwerin
- Wöbbelin
- Ludwigslust